# Брэкстон, Кара
Кара Лайана Брэкстон (англ. Kara Liana Braxton; род. 18 февраля 1983 года, Джэксон, окр. Джэксон, Мичиган, США) — американская профессиональная баскетболистка, выступавшая в женской национальной баскетбольной ассоциации. Она была выбрана на драфте ВНБА 2005 года в первом раунде под общим седьмым номером клубом «Детройт Шок». Играла на позиции тяжёлого форварда и центровой.

## Карьера

### ЖНБА
Кара Брэкстон училась в Университете Джорджии. Она была выбрана под общим седьмым номером на драфте женской НБА 2005 года командой «Детройт Шок». По итогам первого сезона Кара была выбрана в сборную новичков ЖНБА, набирая 6,9 очков в среднем за матч и делая 3 подбора за игру. В 2007 году участвовала в матче всех звезд ЖНБА.

## Достижения
- Бронзовый призёр чемпионата России: 2013